# Соснові насадження (квартал 44)
Сосно́ві наса́дження — ботанічна пам'ятка природи місцевого значення в Україні. Розташована на території Пісківської селищної територіальної громади Бучанського району Київської області, Пісківська селищна рада, на південь від смт Пісківка.
Площа 0,5 га. Статус присвоєно згідно з рішенням виконкому Київської обласної ради народних депутатів № 118 від 28.02.1972 року. Перебуває у віданні ДП «Тетерівське лісове господарство» (Пісківське лісництво, квартал 44, виділ 5).
Статус присвоєно для збереження частини лісового масиву, де зростає угруповання сосни, модрини, ялини віком понад 110 років.